# A571 (motorväg, Tyskland)
A571 är en motorväg i Tyskland.

## Trafikplatser
|  | Nr | Skyltning                |
|  |    | Sinzig (T-Korsning) E 31 |
|  |    | Löhndorf                 |
|  |    | Ehlingen                 |